# Manelobas
Manelobas ist ein osttimoresischer Suco im Verwaltungsamt Maubisse (Gemeinde Ainaro).

## Geographie
Manelobas liegt im Osten des Verwaltungsamts Maubisse. Südlich befindet sich der Suco Manetú, nördlich und südwestlich der Suco Maulau und westlich der Suco Edi. Im Osten grenzt Manelobas an das Verwaltungsamt Turiscai (Gemeinde Manufahi) mit seinen Sucos Manumera und Aitemua. Durch den Suco fließt der Aicocai, ein Nebenfluss des Carauluns. Manelobas teilt sich in die vier Aldeias Cotomata (Kotamatan), Ernaro, Hautei und Hautilo. Der Suco hat eine Fläche von 15,67 km².
Im Nordwesten liegt das Dorf Cotomata mit dem Sitz des Sucos und einer Grundschule. Die weitere Besiedlung besteht aus einzeln und in kleinen Gruppen stehenden Häusern. Im Süden befindet sich eine Kapelle in der Aldeia Hautilo.

## Einwohner
Im Suco leben 1.389 Menschen (2022), davon sind 729 Männer und 660 Frauen. Im Suco gibt es 203 Haushalte. Über 90 % der Einwohner geben Mambai als ihre Muttersprache an. Über 5 % sprechen Tetum Prasa.

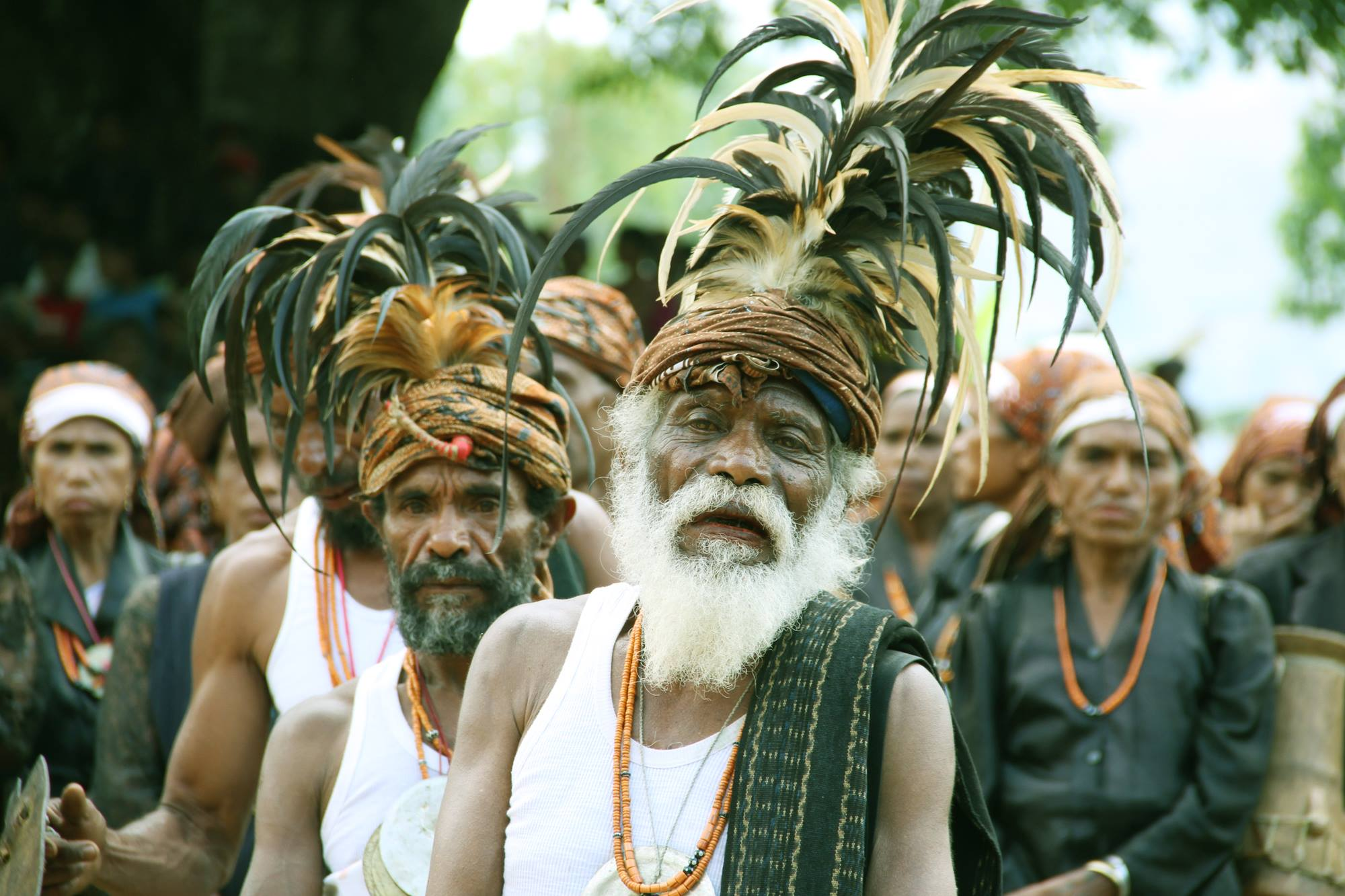
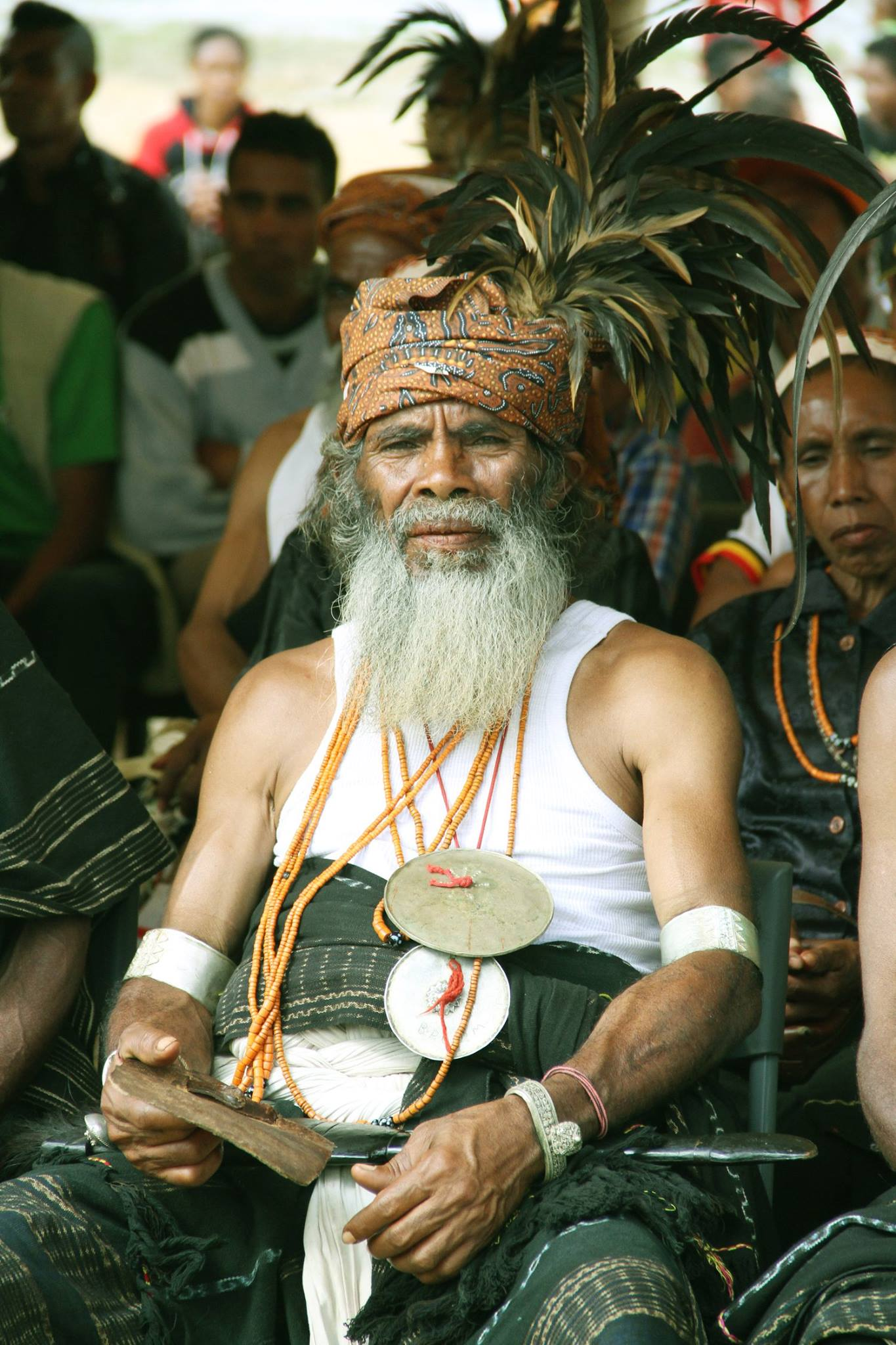
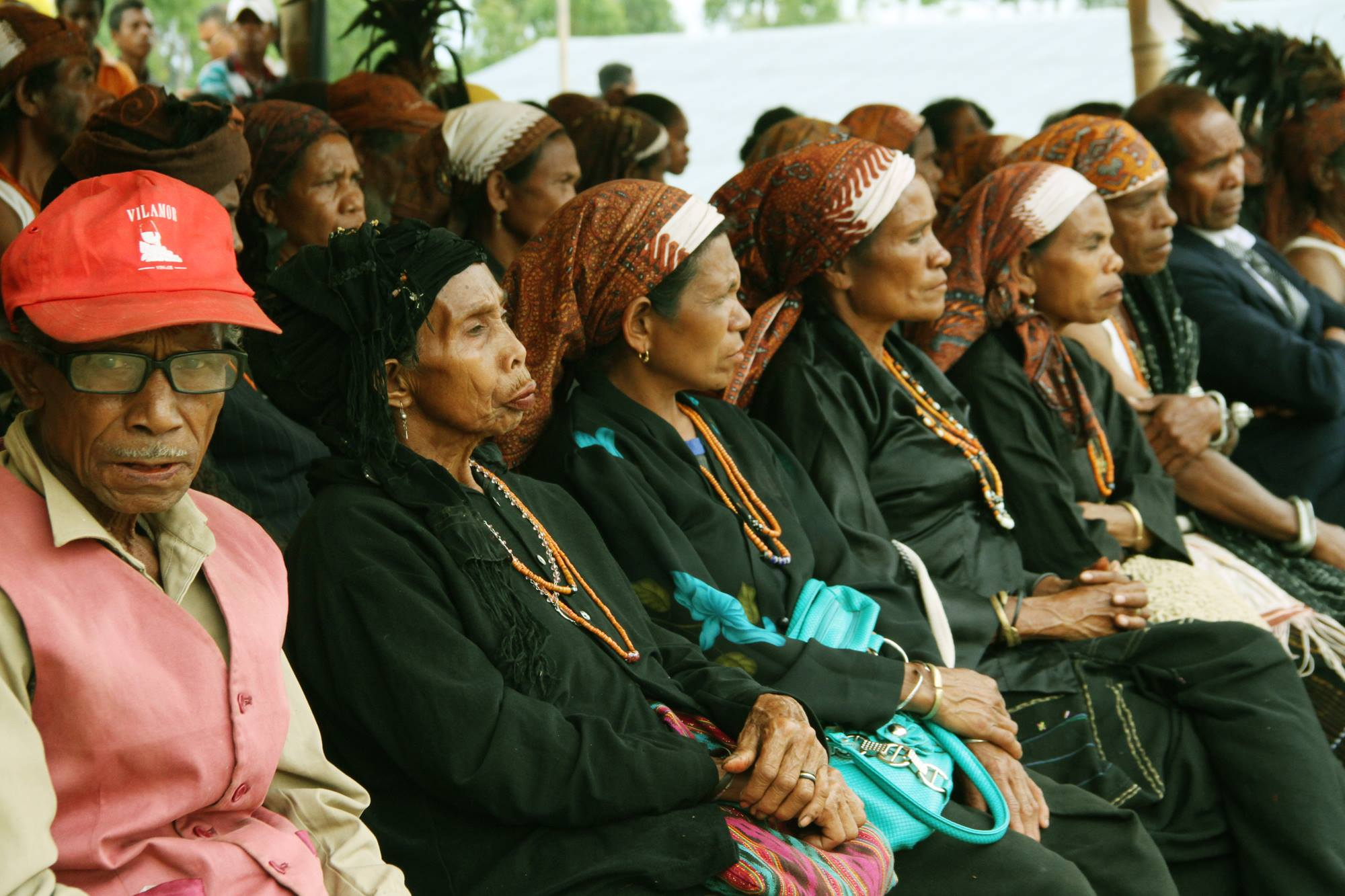

## Geschichte
Während des Bürgerkrieges 1975 kam es in den Sucos Manelobas und Manetú zu Kämpfen zwischen FRETILIN-Kämpfern aus Turiscai und UDT-Kämpfern aus Ermera. Im benachbarten Manetú unterstützte die Mehrheit der Bevölkerung die FRETILIN, während der Liurai ein UDT-Anhänger war. Beim Gefecht am Grenzfluss Aicocai zwischen Manelobas und Manetú kamen zwei UDT-Anhänger in Ernaro ums Leben. Daraufhin brannten UDT-Einheiten in Manelobas Häuser nieder und töteten das Nutzvieh. Später wurden zwei UDT-Anhänger von der FRETILIN gefangen genommen und in Turiscai hingerichtet. Ein weiterer UDT-Anhänger wurde in Ernaro geköpft.

## Politik
Bei den Wahlen von 2004/2005 wurde Eduardo Mendonça zum Chefe de Suco gewählt. Bei den Wahlen 2009 gewann Felismino Soares. Mit den Kommunalwahlen in Osttimor 2016 folgte Domingos de Andrade.

## Wirtschaft
2011 erhielt der Suco von der Regierung Solarmodule zur Stromversorgung. 2021 war der Suco weiterhin ohne Anschluss an das Stromnetz.